# José Salvatierra
José Salvatierra (10 ottobre 1989) è un calciatore costaricano, difensore del Santa Ana.

## Carriera

### Club
José Salvatierra fa il suo debutto nella prima squadra della Alajuelense. il 7 aprile 2010 contro gli Aguilas Guanatasteca. Con la prima trascorre 6 anni prima di trasferirsi il 16 dicembre 2016 al FC Dallas a cui rimarrà legato fino al 24 gennaio 2017 quando, per problemi con le visite mediche prestagionali dell'MLS decide di lasciare il club, tornando all'Alajuelense. In tredici anni di militanza nell'Alajuelense ha vinto sei campionati costaricani e una supercoppa.
Dal 2022 gioca con lo Sporting San José nella Primera División, la massima serie del campionato costaricano.

### Nazionale
Fa suo debutto in nazionale avviene a giugno 2011 durante la CONCACAF Gold Cup 2011. Inoltre partecipa a 5 partite della Qualificazioni al campionato mondiale di calcio 2014 oltre che alla CONCACAF Gold Cup 2011, alla Copa América 2011 e alla Coppa centroamericana 2013. Inoltre, viene convocato per la Copa América Centenario negli Stati Uniti.
Tra il 2011 e il 2017 totalizza 36 presenze in nazionale, senza reti all'attivo.

## Statistiche

### Cronologia presenze e reti in nazionale
| Cronologia completa delle presenze e delle reti in nazionale ― Costa Rica | Cronologia completa delle presenze e delle reti in nazionale ― Costa Rica | Cronologia completa delle presenze e delle reti in nazionale ― Costa Rica | Cronologia completa delle presenze e delle reti in nazionale ― Costa Rica | Cronologia completa delle presenze e delle reti in nazionale ― Costa Rica | Cronologia completa delle presenze e delle reti in nazionale ― Costa Rica | Cronologia completa delle presenze e delle reti in nazionale ― Costa Rica | Cronologia completa delle presenze e delle reti in nazionale ― Costa Rica |
| Data                                                                      | Città                                                                     | In casa                                                                   | Risultato                                                                 | Ospiti                                                                    | Competizione                                                              | Reti                                                                      | Note                                                                      |
| ------------------------------------------------------------------------- | ------------------------------------------------------------------------- | ------------------------------------------------------------------------- | ------------------------------------------------------------------------- | ------------------------------------------------------------------------- | ------------------------------------------------------------------------- | ------------------------------------------------------------------------- | ------------------------------------------------------------------------- |
| 6-6-2011                                                                  | Dallas                                                                    | Costa Rica                                                                | 5 – 0                                                                     | Cuba                                                                      | Gold Cup 2011 - 1º turno                                                  | -                                                                         |                                                                           |
| 10-6-2011                                                                 | Charlotte                                                                 | Costa Rica                                                                | 1 – 1                                                                     | El Salvador                                                               | Gold Cup 2011 - 1º turno                                                  | -                                                                         | 37’                                                                       |
| 13-6-2011                                                                 | Chicago                                                                   | Messico                                                                   | 4 – 1                                                                     | Costa Rica                                                                | Gold Cup 2011 - 1º turno                                                  | -                                                                         |                                                                           |
| 19-6-2011                                                                 | East Rutherford                                                           | Costa Rica                                                                | 1 – 1 dts (3 – 5 dtr)                                                     | Honduras                                                                  | Gold Cup 2011 - Quarti di finale                                          | -                                                                         | 60’                                                                       |
| 2-7-2011                                                                  | San Salvador de Jujuy                                                     | Colombia                                                                  | 1 – 0                                                                     | Costa Rica                                                                | Coppa America 2011 - 1º turno                                             | -                                                                         |                                                                           |
| 8-7-2011                                                                  | San Salvador de Jujuy                                                     | Costa Rica                                                                | 2 – 0                                                                     | Bolivia                                                                   | Coppa America 2011 - 1º turno                                             | -                                                                         | 83’                                                                       |
| 12-7-2011                                                                 | Córdoba                                                                   | Argentina                                                                 | 3 – 0                                                                     | Costa Rica                                                                | Coppa America 2011 - 1º turno                                             | -                                                                         | 48’                                                                       |
| 11-8-2011                                                                 | San Juan                                                                  | Costa Rica                                                                | 0 – 2                                                                     | Ecuador                                                                   | Amichevole                                                                | -                                                                         | 46’                                                                       |
| 3-9-2011                                                                  | Carson                                                                    | Stati Uniti                                                               | 0 – 1                                                                     | Costa Rica                                                                | Amichevole                                                                | -                                                                         | 81’                                                                       |
| 12-11-2011                                                                | Panama                                                                    | Panama                                                                    | 2 – 0                                                                     | Costa Rica                                                                | Amichevole                                                                | -                                                                         | 55’                                                                       |
| 15-11-2011                                                                | San José                                                                  | Costa Rica                                                                | 2 – 2                                                                     | Spagna                                                                    | Amichevole                                                                | -                                                                         |                                                                           |
| 29-2-2012                                                                 | Cardiff                                                                   | Galles                                                                    | 0 – 1                                                                     | Costa Rica                                                                | Amichevole                                                                | -                                                                         | 78’                                                                       |
| 22-3-2012                                                                 | Kingston                                                                  | Giamaica                                                                  | 0 – 0                                                                     | Costa Rica                                                                | Amichevole                                                                | -                                                                         |                                                                           |
| 12-4-2012                                                                 | San José                                                                  | Costa Rica                                                                | 1 – 1                                                                     | Honduras                                                                  | Amichevole                                                                | -                                                                         | 36’                                                                       |
| 9-6-2012                                                                  | San José                                                                  | Costa Rica                                                                | 2 – 2                                                                     | El Salvador                                                               | Qual. Mondiali 2014                                                       | -                                                                         | 55’                                                                       |
| 13-6-2012                                                                 | Georgetown                                                                | Guyana                                                                    | 0 – 3                                                                     | Costa Rica                                                                | Qual. Mondiali 2014                                                       | -                                                                         | 73’                                                                       |
| 16-8-2012                                                                 | San José                                                                  | Costa Rica                                                                | 0 – 1                                                                     | Perù                                                                      | Amichevole                                                                | -                                                                         | 69’                                                                       |
| 8-9-2012                                                                  | San José                                                                  | Costa Rica                                                                | 0 – 2                                                                     | Messico                                                                   | Qual. Mondiali 2014                                                       | -                                                                         |                                                                           |
| 12-9-2012                                                                 | Città del Messico                                                         | Messico                                                                   | 1 – 0                                                                     | Costa Rica                                                                | Qual. Mondiali 2014                                                       | -                                                                         |                                                                           |
| 15-11-2012                                                                | Santa Cruz de la Sierra                                                   | Bolivia                                                                   | 1 – 1                                                                     | Costa Rica                                                                | Amichevole                                                                | -                                                                         | 56’                                                                       |
| 18-1-2013                                                                 | San José                                                                  | Costa Rica                                                                | 1 – 0                                                                     | Belize                                                                    | Coppa centroamericana 2013 - 1º turno                                     | -                                                                         |                                                                           |
| 20-1-2013                                                                 | San José                                                                  | Costa Rica                                                                | 2 – 0                                                                     | Nicaragua                                                                 | Coppa centroamericana 2013 - 1º turno                                     | -                                                                         | 75’                                                                       |
| 22-1-2013                                                                 | San José                                                                  | Costa Rica                                                                | 1 – 1                                                                     | Guatemala                                                                 | Coppa centroamericana 2013 - 1º turno                                     | -                                                                         | 60’                                                                       |
| 26-1-2013                                                                 | San José                                                                  | Costa Rica                                                                | 1 – 0                                                                     | El Salvador                                                               | Coppa centroamericana 2013 - Semifinale                                   | -                                                                         | 46’                                                                       |
| 28-1-2013                                                                 | San José                                                                  | Costa Rica                                                                | 1 – 0                                                                     | Honduras                                                                  | Coppa centroamericana 2013 - Finale                                       | -                                                                         | 90’                                                                       |
| 7-2-2013                                                                  | Panama                                                                    | Panama                                                                    | 2 – 2                                                                     | Costa Rica                                                                | Qual. Mondiali 2014                                                       | -                                                                         | 69’                                                                       |
| 8-6-2016                                                                  | Chicago                                                                   | Stati Uniti                                                               | 4 – 0                                                                     | Costa Rica                                                                | Coppa America Centenario - 1º turno                                       | -                                                                         | 46’                                                                       |
| 12-6-2016                                                                 | Houston                                                                   | Colombia                                                                  | 2 – 3                                                                     | Costa Rica                                                                | Coppa America Centenario - 1º turno                                       | -                                                                         | 46’                                                                       |
| 9-10-2016                                                                 | Krasnodar                                                                 | Russia                                                                    | 3 – 4                                                                     | Costa Rica                                                                | Amichevole                                                                | -                                                                         |                                                                           |
| 15-11-2016                                                                | San José                                                                  | Costa Rica                                                                | 4 – 0                                                                     | Stati Uniti                                                               | Qual. Mondiali 2018                                                       | -                                                                         | 9’                                                                        |
| 11-7-2017                                                                 | Houston                                                                   | Costa Rica                                                                | 1 – 1                                                                     | Canada                                                                    | Gold Cup 2017 - 1º turno                                                  | -                                                                         | 73’                                                                       |
| 14-7-2017                                                                 | Frisco                                                                    | Costa Rica                                                                | 3 – 0                                                                     | Guyana francese                                                           | Gold Cup 2017 - 1º turno                                                  | -                                                                         |                                                                           |
| 19-7-2017                                                                 | Filadelfia                                                                | Costa Rica                                                                | 1 – 0                                                                     | Panama                                                                    | Gold Cup 2017 - Quarti di finale                                          | -                                                                         |                                                                           |
| 22-7-2017                                                                 | Arlington                                                                 | Stati Uniti                                                               | 2 – 0                                                                     | Costa Rica                                                                | Gold Cup 2017 - Semifinale                                                | -                                                                         | 77’                                                                       |
| 1-9-2017                                                                  | Harrison                                                                  | Stati Uniti                                                               | 0 – 2                                                                     | Costa Rica                                                                | Qual. Mondiali 2018                                                       | -                                                                         | 70’                                                                       |
| 10-10-2017                                                                | Panama                                                                    | Panama                                                                    | 2 – 1                                                                     | Costa Rica                                                                | Qual. Mondiali 2018                                                       | -                                                                         |                                                                           |
| Totale                                                                    |                                                                           | Presenze                                                                  | 36                                                                        |                                                                           | Reti                                                                      | 0                                                                         |                                                                           |

## Palmarès

### Club
- Campionato costaricano: 6

Alajuelense: Invierno 2010, Verano 2011, Invierno 2011, Invierno 2012, Invierno 2013, Apertura 2020
- Supercoppa della Costa Rica: 1

Alajuelense: 2012